# Brooke Benjamin
Thomas Brooke Benjamin (* 15. April 1929 in Wallasey; † 16. August 1995 in Oxford) war ein britischer angewandter Mathematiker, der sich mit nichtlinearen partiellen Differentialgleichungen speziell der Hydrodynamik befasst.

## Leben
Er war der Sohn eines Juristen, ging in Wallasey und während des Zweiten Weltkriegs in Wales zur Schule, unterbrochen von einer Diabetes-Erkrankung. Ab 1947 studierte er Ingenieurwesen in Liverpool, wobei er auch in verschiedenen Orchestern aktiv war (unter anderem war er Mitgründer und häufig Dirigent des Liverpool Mozart Orchesters). Nach dem Abschluss 1950 studierte er an der Yale University mit dem Master-Abschluss 1952 und an der Universität Cambridge (King’s College), wo er Elektronik und Hydraulik studierte (er war von dem Hydraulik-Labor unter Alfred Maurice Binnie fasziniert). Er promovierte mit einer Dissertation, in der er Kavitation mit Hochgeschwindigkeitsfotografie untersuchte und wurde 1955 Fellow seines Colleges. Er veröffentlichte auch mit Michael James Lighthill über Oberflächenwellen (wobei sie dieselben Ergebnisse unabhängig erzielten und dann gemeinsam veröffentlichten). Darin formulierten sie eine nach ihnen benannte Vermutung über Oberflächenwellen in Flüssigkeiten (Benjamin-Lighthill-Vermutung). Er wurde 1958 er stellvertretender Forschungsdirektor (ein eigens für ihn geschaffener Posten an der Schnittstelle von Ingenieursfakultät und Angewandter Mathematik), half mit 1964 das Hydrodynamik-Labor in Cambridge aufzubauen und wurde 1967 Reader. 1970 wurde er Direktor des Fluid Mechanics Research Institute der University of Essex. Dort leitete er auch den Universitäts-Chor. 1979 wurde er Sedleian Professor an der Universität Oxford und Fellow des Queen’s College. 1995 ging er in den Ruhestand.
Mit seinem Post-Doktoranden Jerry Bona entwickelte er 1972 die Benjamin–Bona–Mahony-Gleichung (BBM) als Modell für langreichweitige Schwerewellen kleiner Amplitude. Nach ihm und H. Ono ist die Benjamin-Ono-Gleichung benannt. Weitere spezielle hydrodynamische Probleme, die er behandelte, waren Kavitation mit Anwendung auf Schäden an Schiffspropellern, lawinenartige interne Wellen in Ozeanen, Drallströmungen (Swirling flow), Taylor-Couette-Strömung, Wirbelbildung und Wechselwirkung mit Flugzeugflügeln, Strömung in Kanälen mit starren Hindernissen und dynamische Wechselwirkung der Haut von Delphinen und U-Booten mit Turbulenzen und wie dies ihre Schnelligkeit und Lautlosigkeit erhöht. Er ging später zu allgemeinen Fragestellungen der Existenz bestimmter Strömungformen über, die er mit abstrakten mathematischen Methoden behandelte, auf der damals auch die russische Schule Grundlegendes leistete, und benutzte auch früh numerische Rechnungen am Computer. In Cambridge gehörte er zu der Theoretikergruppe in der Hydrodynamik um Geoffrey Ingram Taylor und George Keith Batchelor. Er unternahm aber auch experimentelle Arbeiten.
1964 untersuchte er mit seinem Studenten Jim Feir möglichst sinusförmige Wasserwellen in einem Tank und entdeckte deren Instabilität gegen die Erzeugung höherer Harmonischer (Benjamin-Feir-Seitenband-Instabilität von steilen Wasserwellen).
Er war häufig Gastprofessor an der University of Pennsylvania.
Er war Fellow der Royal Society (1966), war 1990/91 deren Vizepräsident und hielt 1992 die Bakerian Lecture. 1992 wurde er auswärtiges assoziiertes Mitglied der Académie des Sciences. Er war Ehrendoktor der Universität Bath, der Brunel University und der Universität Liverpool. Benjamin war Präsident der UK National Conference of University Professors und unterstützte internationale Zusammenarbeit mit Entwicklungsländern wie das von Abdus Salam gegründete International Centre for Theoretical Physics in Triest.

## Schriften
- mit M. J. Lighthill: On cnoidal waves and bores. Proc. R. Soc. Lond. A 224, 1954, S. 448–460 (Benjamin-Lighthill-Vermutung).
- On the flow in channels when rigid obstacles are placed in the stream, Journal of Fluid Mechanics, Band 1, 1956, S. 227–248.
- Shearing flow over a wavy boundary, J. Fluid Mechanics, Band 6, 1959, S. 161–205.
- Instability of periodic wavetrains in nonlinear dispersive systems, Proc. Roy. Soc. A, Band 299, 1967, S. 59–75.
- mit J.E. Feir: The disintegration of wave trains on deep water, Teil 1 (Theory), J. Fluid Mech., Band 27, 1967, S. 417–430.
- Internal waves of permanent form in fluids of great depth. J. Fluid Mech, Band 29, 1967, S. 559–562 (Benjamin-Ono-Gleichung)
- mit J. Bona, J. J.  Mahony: Model Equations for Long Waves in Nonlinear Dispersive Systems, Philosophical Transactions of the Royal Society of London. Series A, Mathematical and Physical Sciences, Band 272, 1972, S. 47–78 (BBM-Gleichung)
- Verification of the Benjamin–Lighthill conjecture about steady water waves, J. Fluid Mech., Band  295, 1995, S. 337–356.